# 罗伊·马凯
鲁道夫斯·“罗伊”·安东尼乌斯·马凯（荷蘭語：Rudolphus "Roy" Antonius Makaay，1975年3月9日—），是一名已退役的前荷蘭足球運動員，司職前鋒，退役前最後效力於荷蘭班霸费耶诺德。

## 生平
马凯早在1997年已走到西班牙聯賽踢球，當時是效力小型球會特內里費，至1999年加盟屬西甲的拉科魯尼亞。當時他已嶄露頭角，數年間上陣137場入79球。由於那時候拉科魯尼亞喜愛用單箭頭戰術，马凯大部分時間都是在前線獨自爭取入球。他在拉科魯尼亞期間，曾经帮助球队赢得百年来首座西甲锦标，自己也在两年后以29个西甲进球获得欧洲金靴的荣誉。马凯贏得2003年歐洲金靴獎。
2003年他轉投德甲球會拜仁慕尼黑，數季間已為拜仁贏得多屆德甲聯賽冠軍，助球隊出席歐冠。而在歐冠他亦常有入球，迄今已有17個，其中包括歐冠史上最快進球，對陣皇馬的進球僅僅用了10秒。隨著球會引進多名前鋒球員，加以年齡漸長，马凯已不是必然正選。2007年夏季他重返荷蘭加盟飛燕諾。
马凯曾代表過國家隊出賽42次，其中包括了2000年和2004年歐洲國家盃。不過世界杯則未有出席。他於2005年已再沒有入選。
2010年馬凱正式宣布退役，他於職業生涯最後一場完成帽子戲法。

## 榮譽
- 西甲聯賽冠軍：2000
- 德甲聯賽冠軍：2005、2006
- 歐洲金靴獎：2003

## 外部連結
- 個人官方網站